# Doune Hill
Doune Hill är ett berg i Storbritannien.   Det ligger i kommunen Argyll and Bute och riksdelen Skottland, i den nordvästra delen av landet, 600 km nordväst om huvudstaden London. Toppen på Doune Hill är 734 meter över havet.
Terrängen runt Doune Hill är huvudsakligen kuperad.Runt Doune Hill är det glesbefolkat, med 8 invånare per kvadratkilometer. Närmaste större samhälle är Helensburgh, 14,5 km söder om Doune Hill. Trakten runt Doune Hill består i huvudsak av gräsmarker.